# Alisyn Camerota

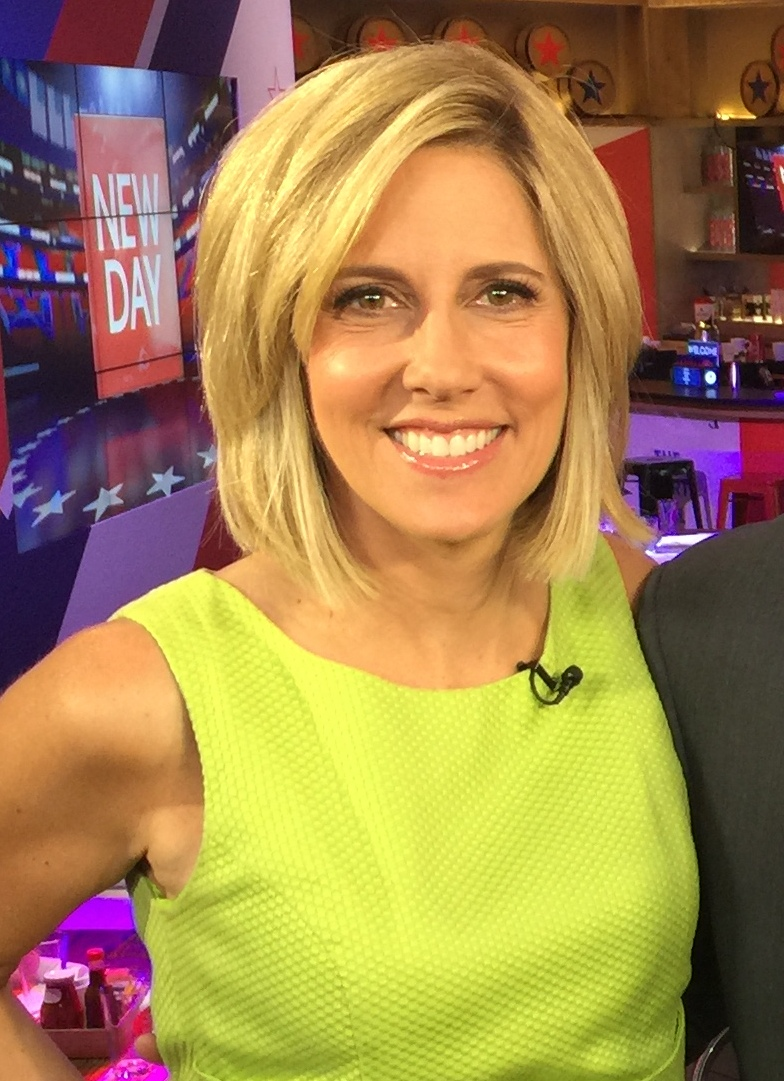
Camerota in 2016

Alisyn Lane Camerota (Shrewsbury (New Jersey), 21 juni 1966) is een Amerikaans journalist en televisiepresentatrice.
Zij was ruim zes jaar lang de vaste co-presentatrice van CNN's ochtend-nieuwsprogramma New Day, eerst samen met Chris Cuomo, daarna met John Berman. Deze jaren werden gedomineerd door het uitzonderlijke presidentschap van Donald Trump en door de wereldwijde COVID-19-pandemie
Voorafgaand aan haar indiensttreding bij CNN in 2014 was Camerota in verschillende functies werkzaam bij Fox News Channel.
In de drie decennia dat zij als journalist zowel nationaal als internationaal nieuws bracht, verdiende Camerota tweemaal een Emmy Award-nominatie voor haar verslaggeving.
Camerota stond in de voorhoede bij tal van recente grote nieuws-evenementen, zoals de nasleep van de orkaan Harvey in Houston, de terroristische aanslagen in Parijs en Brussel en de school-schietpartij in Parkland (Florida).
Haar interviews met zowel overlevende studenten in de uren na het bloedbad als vertegenwoordigers van de National Rifle Association, dragen bij aan de landelijke discussie over wapencontrole.
Vervolgens hield zij tijdens de campagne voor de presidentsverkiezing van 2016 tientallen paneldiscussies met Trump-aanhangers, welke aanbevolen televisiefragmenten zijn geworden. Als een vooraanstaand woordvoerder van de MeToo-beweging, hielp Alisyn de #SilenceBreakers met het creëren van een platform om hun verhaal te vertellen.
Naast haar presentatie van New Day, presenteerde Camerota een aantal "primetime specials", waaronder “Kantelpunt: Seksuele Intimidatie in Amerika” en "Het Jachtveld: Seksuele Aanranding op de Campus".
Als adviserend lid van de Nationale Raad van het Nieuws Alfabetisering Project en adviserend lid van Pers Voorwaarts, is Camerota een uitgesproken voorstander van het grondrecht van vrijheid van meningsuiting.

## Opleiding
Camerota behaalde aan de School of Communication van de American University in Washington D.C. een graad in Omroep journalistiek.

## Vroege omroepcarrière
Alvorens tot Fox toe te treden werkte Camerota bij een aantal verschillende stations, waaronder "WHDH" in Boston en "WTTG" in Washington D.C. en voor America's Most Wanted.

## CNN
Op 14 juli 2014, kondigden CNN en CNN International aan dat Camerota als anchor presentator was toegetreden tot het "CNN Nieuwsteam".
Na een aanlooptijd mondde het er in uit dat zij de vaste co-presentator werd van het doordeweekse ochtend-nieuwsprogramma New Day. 
Medio april 2021 maakte ze de overstap van het ochtendprogramma naar de co-hosting het programma CNN Newsroom van 14.00 tot 16.00 uur met John Blackwell. 
.

## Roman "Amanda Wakes Up"
Camerota schreef een roman Amanda Wakes Up, waaraan zij begon toen ze notities maakte van haar interviews met kandidaten voor de presidentsverkiezing van 2012. Haar notities ontwikkelden zich tot een roman, gebaseerd op haar 25-jarige ervaring in de nieuwssector. Zij schreef het boek vanuit het verlangen om lezers te herinneren aan de importantie van feitelijke journalistiek.
Boekrecensent Lincee Ray van Associated Press schreef dat de roman "een gezonde dosis biedt om te ontdekken wat het oplevert om ambitie af te wegen tegen waarheid".
National Public Radio selecteerde het boek als een van de beste boeken van het jaar, en Oprah Magazine kwalificeerde het als "must read".
Het boek werd in 2017 gepubliceerd door Viking.

## Privé
Camerota en haar man hebben tweelingdochters geboren in 2005 en een zoon geboren in 2007.